# King’s Man: Начало
«King’s Man: Начало» (англ. The King's Man) — британо-американский исторический триллер режиссёра Мэттью Вона, основанный на комиксах «The Secret Service» Марка Миллара и Дэйва Гиббонса, в разное время издававшихся Marvel и Image.
Фильм является приквелом к серии фильмов Kingsman. Релиз фильма в США планировался на ноябрь 2019 года, но после нескольких переносов, связанных с пандемией COVID-19, премьера была назначена на 22 декабря 2021. В России фильм вышел 13 января 2022. Фильм получил смешанные отзывы от критиков.

## Сюжет
В 1902 году британский аристократ Орландо, герцог Оксфордский, его жена Эмили и их маленький сын Конрад посещают концентрационный лагерь в Южной Африке во время англо-бурской войны, работая в Красном Кресте. Эмили убита во время снайперской атаки буров на лагерь, в результате чего Орландо решает, что миру нужен кто-то, кто предотвратит такие конфликты до того, как они произойдут.
Двенадцать лет спустя Орландо завербовал двух своих слуг, Шолу и Полли, в свою шпионскую сеть, призванную защищать Соединенное Королевство и Британскую империю от приближающейся Великой войны. Конраду, стремящемуся воевать, запрещает это Орландо, который убеждает лорда Герберта Китченера, государственного секретаря по вопросам войны, не позволять ему вступать в армию.
По указанию Китченера Конрад и Орландо едут с другом Орландо эрцгерцогом Францем Фердинандом через Сараево, и Конрад спасает эрцгерцога от бомбы, брошенной Гаврило Принципом, повстанцем, намеревающимся разжечь войну. Однако позже Принцип снова сталкивается с окружением эрцгерцога, на этот раз ему удается выстрелами смертельно ранить эрцгерцога и его жену Софи. Группа Орландо, полагаясь на информацию от социально-невидимых слуг других высокопоставленных лиц, узнает, что Принцип был частью заговора с целью столкнуть Россию, Германию и Британию друг против друга. Группа, возглавляемая таинственным Пастырем из секретной штаб-квартиры на вершине горы, имеет собственную сеть агентов, в том числе русского мистика Григория Распутина, доверенного советника российского царя Николая II.
Распутин по приказу Пастыря манипулирует царем Николаем, отравив его маленького сына, и вылечив его только тогда, когда Николай обещает выйти из войны. Конрада уведомляет о манипуляциях Распутина его двоюродный брат, князь Феликс Юсупов. Зная, что Западный фронт останется уязвимым, если Россия выйдет из войны, Конрад передает эту информацию Китченеру и его адъютанту майору Мортону, которые отправляются в Россию. Их корабль торпедирован подводной лодкой и потоплен. Весть о смерти Китченера достигает Орландо, побуждая его отправиться в Россию с Шолой, Полли и Конрадом, чтобы раз и навсегда разобраться с Распутиным. На рождественской вечеринке, устроенной князем Юсуповым, Орландо, Шола, Конрад и Распутин дерутся, стычка заканчивается только тогда, когда Полли стреляет и убивает Распутина.
По приказу Пастыря Эрик Ян Хануссен, советник кайзера Вильгельма II, отправляет телеграмму Циммермана, надеясь отвлечь Британию и США. Хотя сообщение было перехвачено британской разведкой и передано США, президент Вудро Вильсон отказывается вступать в войну без конкретных доказательств. Пастырь вербует Владимира Ленина и приказывает большевикам свергнуть царя и вывести Россию из войны, отправив человека убить Романовых.
Теперь, достигнув совершеннолетия, Конрад зачисляется в Гренадерский гвардейский полк вопреки воле отца. Орландо встречается с королём Георгом V, который вызывает Конрада обратно в Британию. Конрад отправляет вместо себя молодого солдата Арчи Рида, дав ему кодовое имя «Ланселот», чтобы он отправил сообщение своему отцу. Под видом Арчи, военнослужащего полка «Чёрная стража», Конрад добровольно отправляется на миссию в «ничейную землю», чтобы получить информацию от раненого там британского агента, но по возвращении его принимают за немецкого шпиона (после того, как он представился чужим именем) и убивают. Однако информация, которую он получил от шпиона, является доказательством, необходимым президенту Вильсону для вступления в войну.
Группа Орландо узнает, что президента Вильсона шантажируют фильмом, в котором его соблазняет один из агентов Пастыря, Мата Хари. Орландо находит ее в американском посольстве и после победы над ней забирает ее кашемировый шарф, сделанный из редкой шерсти, которую можно найти только в одном конкретном горном регионе. Правильно определяя это место как оперативную базу Пастыря, Орландо, Шола и Полли направляются туда и пробиваются внутрь. Мортон, который инсценировал свою смерть и потопил линкор, оказывается Пастырем. Орландо и Шола сражаются и убивают Мортона, в то время как Полли забирает оригинал пленки фильма о соблазнении Вильсона, позволяя силам его страны мобилизоваться.
Через год после окончания войны Орландо покупает ателье «Kingsman Tailor Shop» в качестве прикрытия для своей организации. Орландо, Шола, Полли, король Георг, Арчи Рид и посол США составляют первоначальный Kingsman, каждый из которых берёт кодовое имя из легенды о короле Артуре в честь Конрада. В середине титров выясняется, что Хануссен принял личность Пастыря и знакомит Владимира Ленина с молодым Адольфом Гитлером.

## В ролях
| Актёр                 | Роль                                            |
| --------------------- | ----------------------------------------------- |
| Харрис Дикинсон       | Конрад                                          |
| Даниэль Брюль         | Эрик Ян Хануссен                                |
| Рэйф Файнс            | герцог Орландо Оксфордский / Артур              |
| Александра Мария Лара | Эмили, герцогиня Оксфордская                    |
| Аарон Тейлор-Джонсон  | Арчи Рид / Ланселот                             |
| Рис Иванс             | Григорий Распутин                               |
| Джемма Артертон       | Полли / Галахад                                 |
| Мэттью Гуд            | майор Мортон                                    |
| Том Холландер         | Георг V / Вильгельм II / Николай II / Персиваль |
| Алекса Пова           | королева Виктория                               |
| Бранка Катич          | Александра Фёдоровна                            |
| Джимон Хонсу          | Шола / Мерлин                                   |
| Стэнли Туччи          | Посол Соединенных Штатов Америки / Бедивер      |
| Элисон Стедман        | Рита / Гвиневра                                 |
| Йоэль Басман          | Гаврило Принцип                                 |
| Рон Кук               | эрцгерцог Франц Фердинанд                       |
| Барбара Дреннан       | герцогиня София Гогенбергская                   |
| Валери Пахнер         | Мата Хари                                       |
| Чарльз Дэнс           | генерал Китченер                                |
| Кристиан Некрасов     | генерал Людендорф                               |
| Тодд Бойс             | Альфред Дюпон                                   |
| Аарон Водовоз         | князь Феликс Юсупов                             |
| Иэн Келли             | президент Вудро Вильсон                         |
| Дэвид Калвитто        | вице-президент Маршалл                          |
| Эмиль Оксанен         | юный Вильгельм II                               |
| Джордж Гудерхам       | юный Николай II                                 |
| Макс Каунт            | юный Георг V                                    |
| Аугуст Диль           | Владимир Ленин                                  |
| Найджел Листер        | Артур Циммерман                                 |
| Давид Кросс           | Адольф Гитлер                                   |
| Денис Хорошко         | русский дворецкий                               |
| Алена Казарова        | гостья у Юсупова                                |
| Андрей Андреев        | гость у Юсупова                                 |

## Производство
В ходе работы над третьим фильмом Kingsman Мэттью Вон в июне 2018 года объявил, что разрабатывает приквел под названием «Kingsman: The Great Game», заявив, что сюжет будет происходить в начале 1900-х годов и покажет формирование шпионского агентства, и что проект будет сниматься параллельно с «Kingsman 3». В сентябре 2018 года было объявлено, что Рэйф Файнс и Харрис Дикинсон сыграют главные роли в приквеле. В ноябре 2018 года выяснилось, что Даниэль Брюль, Чарльз Дэнс, Рис Иванс и Мэттью Гуд присоединились к актёрскому составу фильма.
В феврале 2019 года сообщалось, что Аарон Тейлор-Джонсон, Джемма Артертон, Том Холландер, Джимон Хонсу, Элисон Стедман, Стэнли Туччи, Роберт Арамайо и Нил Джексон присоединились к актёрскому составу во время съёмок фильма, начатых в США. В апреле 2019 года было объявлено, что Александра Мария Лара присоединилась к съёмкам фильма. В мае 2019 года Джоэл Басман присоединился к актёрскому составу фильма. 19 июня 2019 года «20th Century Fox» объявила о новом названии фильма «The King’s Man» и новую дату выпуска без добавления актёрского состава, добавив Walt Disney Pictures в качестве компании совместного производства.

### Съёмки фильма
Основные съёмки начались 22 января 2019 года в Великобритании. В апреле 2019 года были сняты некоторые сцены в Турине и Венарии-Реале (Италия), преобразованные в Югославию.

## Маркетинг
Первый тизер-трейлер «King’s Man: Начало» был выпущен 15 июля 2019 года. Второй трейлер вышел 28 сентября 2019 года.

## Релиз
Ранее фильм должен был выйти в прокат 15 ноября 2019 года. Потом выход был отложен на 14 февраля 2020 года. Однако в феврале 2020 года дату релиза фильма снова отложили до 17 сентября 2020 года. В августе 2020 года Disney сообщила, что фильм попадёт в прокат 26 февраля 2021 года. В сентябре 2020 стало известно о переносе премьеры фильма на 12 февраля 2021 года. В январе 2021 года премьера была снова перенесена на новую дату — 20 августа 2021 года. В марте 2021 года киностудия «20th Century Studios» перенесла премьеру фильма «King’s Man: Начало» на 22 декабря 2021 года. В июле 2021 года российская дата выхода фильма сдвинулась на 13 января 2022 года. После 45-дневного театрального проката фильм отправился на цифровые площадки.

## Приём

### Кассовые сборы
«King’s Man: Начало» собрал 37,2 миллиона долларов в США и Канаде и 88,8 миллионов долларов на других территориях, а общая сумма по всему миру составила 126 миллиона долларов.
В США и Канаде «King’s Man: Начало» был выпущен вместе с «Зверопой 2» и «Матрица: Воскрешение». Первоначально планировалось, что он принесёт 15–20 миллионов долларов на 3175 экранах за первые пять дней после выпуска. Он собрал 5,9 миллиона долларов в первые выходные и около 10 миллионов долларов за пять дней, заняв пятое место по кассовым сборам, чему способствовали такие факторы, как нежелание ходить в кинотеатры во время пандемии, рост вируса и выход во вторые выходные в прокат фильма «Человек-паук: Нет пути домой». Аудитория составляли 65% во время его премьеры, при этом на долю лиц в возрасте от 18 до 34 лет приходилось 54% продаж билетов, а на лиц старше 35 лет - 40%. Во второй уик-энд фильм заработал 4,6 миллиона долларов, 3,2 миллиона долларов в третьем, 2,2 миллиона долларов в четвёртом, 1,8 миллиона долларов в пятом 1.66 миллиона долларов в шестом, 1,2 миллиона долларов в седьмом и 426,262 доллара в восьмом.
За пределами США и Канады фильм заработал 6,9 миллиона долларов в первые выходные, в том числе 3,5 миллиона долларов в Южной Корее, 2,1 миллиона долларов в Японии и 600 000 долларов в Индонезии. Во второй уик-энд фильм собрал 14,1 миллиона долларов на 22 рынках. На Тайване фильм открылся с 2,8 миллиона долларов, что сделало его четвертым лучшим открытием 2021 года в стране. За третий уик-энд фильм заработал 13,4 миллиона долларов, в том числе 1,6 миллиона долларов в Германии, где он дебютировал на втором месте по кассовым сборам. За четвёртый уик-энд фильм собрал 10,2 миллиона долларов, 6,2 миллиона долларов в пятом, 4,2 миллиона долларов в шестом и 2,7 миллиона долларов в седьмом.

### Аудитория
По данным «Samba TV», 2,2 миллиона домохозяйств в США посмотрели «The King's Man: Начало» в течение первых четырёх дней трансляции.

### Критика
Веб-сайт Rotten Tomatoes выдал фильму 41% гнилья на основе 176 отзывов со средней оценкой 5.1/10. Критический консенсус сайта гласит: «Основная центральная роль Рэйфа Файнса в «King’s Man: Начало» становится грязной из-за того, что этот тонально запутанный приквел превращается в скуку боевика». На Metacritic фильм получил средневзвешенную оценку 44 из 100, основанную на 40 отзывах, что указывает на «смешанные или средние отзывы». Аудитория CinemaScore, поставили фильму среднюю оценку «B+» по шкале от A+ до F, в то время как PostTrak сообщил, что 77% зрителей дали ему положительную оценку, а 60% заявили, что определенно будут рекомендовать его к просмотру.

## Возможное продолжение
Мэтью Вон заявил, что если будет разработано продолжение, он хотел бы увидеть историю о первом десятилетии агентства Kingsman со всеми персонажами, которых зрители увидят в конце. Как сообщает Hollywood Reporter, он сказал:

Это больше, если этого требует публика. Итак, второй «The King’s Man» почти готов к выходу. Увидеть Ральфа [Файнса] и Аарона [Тейлор-Джонсон] на задании вместе с Полли (Джемма Артертон) и Шолой (Джимон Хонсу)? Я в деле! Эти четверо вместе? Пойдет! Я думаю, это было бы здорово.